# Patricio Álvarez
Pour les articles homonymes, voir Álvarez.
Ne doit pas être confondu avec Patricia Álvarez.
Patricio Leonel Álvarez Noguera, né le 24 janvier 1994 à Lima au Pérou, est un footballeur péruvien qui joue au poste de gardien de but.

## Biographie
Formé à l'Universitario de Deportes de Lima, Patricio Álvarez joue son premier match en D1 péruvienne le 19 février 2012 lorsque José del Solar le titularise dans les cages de l'Universitario face à l'Inti Gas (aujourd'hui Ayacucho FC). Ce sera du reste son seul match avec ce club.
En 2015, il rejoint le FBC Melgar et remporte le championnat du Pérou cette même année. Il dispute l'édition 2017 de la Copa Libertadores avec le club Dominó (trois matchs).  
Ses bonnes performances au sein du FBC Melgar lui valent de signer au Sporting Cristal où il remporte deux championnats du Pérou en 2018 et 2020, en plus de disputer deux éditions de la Copa Libertadores (2019 et 2020) pour un total de sept matchs joués.
Il poursuit sa carrière dans différents clubs de D1 péruvienne dont le Sport Boys entre 2021 et 2022 et le Cienciano del Cusco en 2023.  
Même s'il n'a jamais joué en équipe du Pérou, Álvarez fait partie de la liste de joueurs convoqués par le sélectionneur Ricardo Gareca afin de disputer la Copa América 2019 au Brésil.

## Palmarès

### En club
| Universitario de Deportes - Championnat du Pérou (1) : - Champion : 2013. |  | FBC Melgar - Championnat du Pérou (1) : - Champion : 2015. |  | Sporting Cristal - Championnat du Pérou (2) : - Champion : 2018 et 2020. |

### En équipe nationale
Pérou
- Copa América :
  - Finaliste : 2019[4].